# Araneus zelus
Araneus zelus là một loài nhện trong họ Araneidae.
Loài này thuộc chi Araneus. Araneus zelus được Embrik Strand miêu tả năm 1907.